# Christmas Lights
«Christmas Lights» (в переводе с англ. — «Рождественские огни») — песня британской группы Coldplay, выпущенная 1 декабря 2010 года в качестве неальбомного цифрового сингла. Первоначально планировалась для пятого студийного альбома, но позже было объявлено, что трек не подходит к его концепции. Автором обложки является Пол Мацуока.

## Релиз
Дата релиза сингла была объявлена на официальном сайте Coldplay 24 ноября 2010 года. Обратный отсчёт в минутах и секундах до 1 декабря появился на главной странице официального сайта и начался в восемь часов вечера по Гринвичу.
Coldplay выпустили на iTunes Ping три связанных видео (кусочки из музыкального клипа на песню) и ещё одно на своём официальном сайте, собрав которые, можно было посмотреть весь клип.
Официальный релиз состоялся 1 декабря на iTunes Store. После релиза коллектив выступал с песней на различных праздниках, приуроченных к Рождеству. Самым ярким и главным можно считать выступление на Top of the Pops.

## Список композиций
| №  | Название           | Автор(ы)                                                | Продюсер                          | Длительность |
| -- | ------------------ | ------------------------------------------------------- | --------------------------------- | ------------ |
| 1. | «Christmas Lights» | Гай Берримен, Джонни Баклэнд, Уилл Чемпион, Крис Мартин | Coldplay, Рик Симпсон, Брайан Ино | 4:02         |

| Чарт (2010—11)                           | Позиция |
| ---------------------------------------- | ------- |
| Австралия (ARIA)                         | 32      |
| Австрия (Ö3 Austria Top 40)              | 40      |
| Канада (Billboard Canadian Hot 100)      | 18      |
| Финляндия (Suomen virallinen lista)      | 3       |
| Германия (GfK)                           | 24      |
| Италия (FIMI)                            | 2       |
| Нидерланды (Single Top 100)              | 2       |
| Новая Зеландия (Recorded Music NZ)       | 34      |
| Норвегия (VG-lista)                      | 8       |
| Polish Singles Chart                     | 23      |
| IFPI                                     | 72      |
| Испания (PROMUSICAE)                     | 14      |
| Швеция (Sverigetopplistan)               | 25      |
| Швейцария (Schweizer Hitparade)          | 46      |
| Великобритания (OCC UK Singles)          | 13      |
| США (Billboard Hot 100)                  | 25      |
| США (Billboard Digital Song Sales)       | 12      |
| США (Billboard Regional Mexican Airplay) | 15      |

| Чарт (2010) | Позиция |
| ----------- | ------- |
| MegaCharts  | 97      |
| FIMI        | 97      |

| Страна        | Сертификация | Продажи  |
| ------------- | ------------ | -------- |
| Италия (FIMI) | Золотой      | 15,000 + |